# 二四諸国
二四諸国（にじゅうよんしょこく、ネパール語：चौबिसी राज्य, Chaubisi Rajya）は、ネパールのガンダキ地方（現在のガンダキ県、ダウラギリ県）に割拠した諸国。

## 歴史
カサ王国の消滅後、カルナリ地方に二二諸国が割拠したのと同様に、ガンダキ地方にも土侯らの支配する小王国が割拠した。なお、24という数値は概数で、20数ヵ国程度の国々という意味で漠然と用いられていた、と佐伯和彦は述べている。実在の確認されている諸国は以下の通り。
- パルパ
- パルバト
- グルミ
- アルガ
- カンチー
- カスキ
- ラムジュン
- タナフン
- ヌワコート
- リシン
- ギリン
- パイユン
- ビルコート
- ドール
- ガフラン

これらのうち、パルパが二四諸国中もっとも強勢を誇った。また、ガンダギ地方にはゴルカ王国も存在していたが、さらに小王国のゴルカはこの二四諸国に数えられることはほとんどなかった。だが、ゴルカは次第に力を蓄え強大化し、やがてネパール王国を形成し、プリトビ・ナラヤン・シャハ、プラタープ・シンハ・シャハ、ラナ・バハドゥル・シャハの3代が二四諸国を次々に制圧・併合した。